# Desiderio (film)
Desiderio je italský hraný film z roku 1984, který režírovala Anna Maria Tatò. Snímek měl světovou premiéru 23. února 1984.

## Děj
Novinářka Lucia, původem z italského regionu Puglia, léta žijící v Paříži, zde končí svou kariéru a stěhuje se do míst, kde se narodila. Lucii se v hlavě honí vzpomínky, ale realita se novinářce vybaví hlavně po jejím setkání s mladíkem na polích, které si vybaví své dávné znásilnění.

## Obsazení
| Fanny Ardant       | Lucia              |
| Leonardo Treviglio | Vincenzo           |
| Francesca De Sapio | Stella             |
| Carlo Giuffré      | Giuseppe (Peppino) |
| Isa Danieli        | babička            |
| Nunzio Gallo       | dědeček            |
| Marta Zoffoli      | Lucia jako dítě    |
| Francesca Rinaldi  | Mariolina          |